# Rhinokopia
Rhinokopia – zabieg odcinania nosa w Bizancjum. Był często stosowany wobec zdetronizowanych cesarzy. Został mu poddany m.in. Justynian II Rhinotmetos.